# برفير الصوري
برفير الصوري فَيلسوف صُوري وُلد سنة 232  م أو 233  م وَكان اسْمُه مَلكو أَو ملك فسمي في اليونانية برفير ودرس الفصاحة في أثينا على يد الفيلسوف كاسيوس لنجين السوري، وانكب على دراسة الفلسفة في رومة على يد بلوتين الفيلسوف المصري وصحبه من سنة 263  م وحتى مماته سنة 270  م. كان برفير ضليعا بجميع العلوم المعروفة في تلك الأيام وكتب في أكثرها ممتازا بسرعة الخاطر وسهولة الإنشاء أكثر من تعميقه النظر في أحكامه، وبعد وفاة أستاذه بلوتين، عَلَّم الفلسفة والفصاحة في رومة، وقد أثنى العلماء حتى الآباء القديسون على غزارة علمه وطول باعه، فقد سماه القديس أغوسطينوس في كتابه الموسوم بمدينة الله أعلم الفلاسفة ودعاه في محل آخر الفيلسوف الوثني الشريف، ويبدو نفسه في تآليفه جليا منسجما لكنه لا يخلوا في الغالب من تحليته بضروب الفصاحة. توفي سنة 304  م وفي رواية أخرى سنة 305  م في رومة. وروى القديس ايرونيموس في تفسيره نبوة حزقيال، أنه توفي في صقلية.

## مؤلفاته
كانت مؤلفاته كثيرة أتلفت الأيام بعضها، ومما بلغ غلينا منها كتاب في ترجمة بلوتين أستاذه، ومقالة في القناعة والامتناع عن أكل اللحم فيها كلام زاهد وورع يردد صدى كلام الإنجيل في عبارات عديدة، وله كتاب على سبيل المقدمات لمقالات أرسطو يتبين منها آراء القدماء في ماهيات الكليات وكتاب في مبادئ المعقولات ضمنه خلاصة تعليم المدرسة الأفلاطونية الحديثة. وأما كتبه المفقودة فمنها تنقيحه لمؤلفات أستاذه بلوتين وكان هذا الكتاب منقسما إلى أربع وخمسين مقالة فجمعها برفير في ست مقالات ينطوي كل منها على تسعة فصول وسماها «أنياداس» أي التسعية، ومنها وأشهرها كتابه الموسوم بخطبه في رد مزاعم المسيحيين، والذي ألفه في صقلية سنة 290  م إلى سنة 300  م، وفنده كثير من الآباء القديسين وأحرقه الملك توادوسيوس الثاني، ولم يصل إلينا الكتاب برمته ولم تبق لنا الأيام على كل ما فنده به الآباء، فجُلُّ ما اتصل بنا فِقَرٌ مِن الكتاب وَرَدِّه، ويظهر منها أن برفير كان عالما بالكتاب المقدس في العهدين القديم والحديث، وكان يحاول التنديد به إحياء لمذهبه الوثني الذي كان يراه حينئذ على حافة الاضمحلال، وقد ادعى أن يخطئ أوريجانس في تفسيره بعض آيات الكتاب المقدس بالمعنى الرمزي.
وكان برفير يسلم كأستاذه بلوتين بنوع من الثالوث مقرا أن فيه ثلاثة أقانيم يسمي الأول منها أون وهو الله، والثاني نوس وهو الفهم والحكمة، والثالث بوكي أي الروح، ويقول أن أول هذه الأقانيم أكملها والأقنومين الآخرين منبثقان منه.